# Thomas Craig (actor)
Thomas Craig (nacido el 4 de diciembre de 1962, como Craig Thomspon) es un actor británico conocido por su trabajo en series como Where the Heart Is y en Coronation Street, y también en la película The Navigators, dirigida por Ken Loach en 2001.
Craig era un fontanero antes de ir al cine en la década de 1980. Su nombre es tomado del nombre del exjugador de Sheffield Wednesday Tommy Craig.
Tuvo un breve papel en la película I.D. También apareció en EastEnders y en El próximo enemigo (1994).
Actualmente es el Inspector Brackenreid en la serie canadiense Murdoch Mysteries.